# Callie sceriffa del West
Callie Sceriffa del West (Sheriff Callie's Wild West) è un cartone animato in CGI dedicato ad un pubblico di bambini in età prescolare, creato da George Evelyn, Holly Huckins e Denis Morella e prodotto dalla compagnia statunitense Wildbrain (al tempo proprietà di DHX Media) e dalla Wild Canary Animation. Le animazioni in 3D sono curate dalla Harefoot Productions. Il cartone è stato trasmesso in Italia su Disney Junior e su Rai Yoyo.

## Trama
In un fantomatico vecchio West, privo di pistole ed alcolici, la sceriffa Callie, una gatta calicot, veglia sulla cittadina di Angolino Simpatico insieme al suo fido aiutante, il vice-sceriffo Peck, un picchio e Toby, un cactus parlante. I tre fanno in modo che la loro cittadina sia la più amichevole del West e in questo modo, insegnano ai bambini come comportarsi in ogni occasione.
Originariamente la serie doveva chiamarsi Oki's oasis, ma il nome fu cambiato perché ritenuto troppo giapponese e inadeguato alle atmosfere western.

## Personaggi
- Callie: una gatta calico, è la sceriffa, e ha un cappello rosa. Ha un lasso magico che può assumere diverse forme. Sa sempre cosa è giusto fare ed è la voce della giustizia. Originariamente, doveva essere una gattina bianca tigrata chiamata Oki. Ha un cavallo blu chiamato Scintilla.
- Peck: vice-sceriffo di Angolino Simpatico, Peck è un picchio che ama giocare a lanciare il ferro di cavallo e inoltre è un maniaco della pulizia. Migliore amico del cactus Toby, non esita mai a schierarsi dalla sua parte e difenderlo. Ama mangiare la frutta fresca. La sua esclamazione ricorrente è: "Piume e piumette!". Ha un mulo grigio, di sesso femminile, chiamato Clementina.
- Toby: un cactus saguaro di sesso maschile. Toby, il cui nome completo è Tobias P. Cactus, è ingenuo, amichevole e vede del buono in tutti. Ama inoltre ballare, suonare l'armonica, i frappé e i popcorn. Originariamente, doveva chiamarsi Kiko. Spesso, cammina sopra un barile, facendolo rotolare sotto i suoi piedi.
- Ella: una mucca, proprietaria del saloon di Angolino Simpatico. Prepara ottimi frappé e serve anche bicchieri di latte ai clienti.
- Priscilla: una puzzola molto raffinata, pulita e schizzinosa che ama vestirsi in rosa e ha una casa piena di fiori.
- Puzzolo: cugino di Priscilla, Puzzolo è un contadino molto sporco. Fa anche il fattore e produce una varietà di peperoni della prateria molto rara.
- Zio Niglio: un coniglio piuttosto anziano che indossa gli occhiali ed è proprietario di un negozio in cui gli abitanti di Angolino Simpatico possono comprare di tutto.
- Sporcellino e Spolverino: due cinghiali, rispettivamente fratello maggiore e minore. Sono dei minatori.
- Tio: un'anziana, arzilla e saggia tartaruga che vive ad Angolino Simpatico da tempo immemore.
- Cani della prateria : sono due maschi e una femmina. Intervengono tre volte ad episodio, per ricapitolare gli avvenimenti.
- Abigail: la giornalista di Angolino Simpatico, se non ha uno scoop a disposizione, è capace di inventarsi le notizie.
- Dottore Qua Qua: un papero verde con gli occhiali, fa il medico.

## Episodi
1. Peck e lo sport / La pepita d'oro
2. Assalto al treno / I due fratelli si scusano
3. Travis Truffa / Il malanno finto
4. I due cocchieri / Il malinteso
5. Arriva l'ospite sgradito / Peck e Toby cowboy
6. Il cavallo di ferro / In prigione
7. Foto di gruppo / Peck chiede scusa
8. La gara di scintilla / L'apparenza inganna
9. Toby il mucca sitter / Le ghiandaie azzurre
10. Chi è la cocca di Peck? / Torna a casa lazo!
11. Il tornado / I fiori di Priscilla
12. Re Puzzolo / Abigail inventa la notizia
13. Mulo in volo / Gara tra fratelli
14. Callie chiede aiuto / Il sacchetto rotto
15. Priscilla chiede aiuto / Forza Callie, balla!
16. Ladro di Torte / Pazzo per l'oro
17. Il lavoro a maglia / Un vero gentiluomo
18. Pedro Ripetente / Toby e lo scoop
19. Ecco a voi il Sole / Salviamo le bacche
20. Toby Baffoni / Gara di chili
21. Amici di spina / Fuga dal mostro
22. Toby affronta il bullo / Il rotolacampo
23. Stelle Cadenti / Sfida tra poesie

## Doppiatori
- Sceriffa Callie: Mandy Moore (inglese), Domitilla D'Amico (italiano dialoghi), Ilaria De Rosa (italiano canto)[1]
- Vicesceriffo Peck: Lucas Grabeel (inglese), Daniele Raffaeli (italiano)
- Toby: Jessica DiCicco (inglese), Riccardo Suarez (italiano)
- Zio Niglio: Jeff Bennett (inglese), Ambrogio Colombo (italiano)
- Priscilla: Cree Summer (inglese), Ilaria Latini (italiano)
- Ella: Mo Collins (inglese), Emanuela Baroni (italiano)
- Puzzolo: Jim Cummings (inglese), Stefano Mondini (italiano)
- Sporcellino: Robin Atkin Downes (inglese), Roberto Draghetti (italiano)
- Spolverino: James Arnold Taylor (inglese), Stefano Brusa (italiano)
- Tio: Troy Baker (inglese), Saverio Moriones (italiano)
- Cani Della Prateria: Dee Bradley Baker (inglese), Emilio Barchiesi, Marco Fumarola, Antinea Nicolizas (italiano)
- Abigail: Mo Collins (inglese), Antonella Rinaldi (italiano)
- Dottor Qua Qua: Kevin Michael Richardson (inglese), Giorgio Locuratolo (italiano)

## Prime TV internazionali
| Paese          | Canale/i                       | Data uscita      | Titolo nel paese               |
| -------------- | ------------------------------ | ---------------- | ------------------------------ |
| Stati Uniti    | Disney Channel e Disney Junior | 13 dicembre 2013 | Sceriff Callie's Wild West     |
| Italia         | Disney Junior                  | 10 marzo 2014    | Callie sceriffa del West       |
| Francia        | Disney Channel, Disney Junior  | 12 marzo 2014    | Shérif Callie au Far West      |
| Germania       | Disney Junior, Disney Channel  | 5 maggio 2014    | Sheriff Callie’s Wilder Westen |
| America Latina | Disney Junior                  | 5 maggio 2014    | La Sheriff Callie en el Oeste  |
| Spagna         | Disney Channel                 | 12 luglio 2014   | Callie En El Oste              |